# Albert von Seckendorff

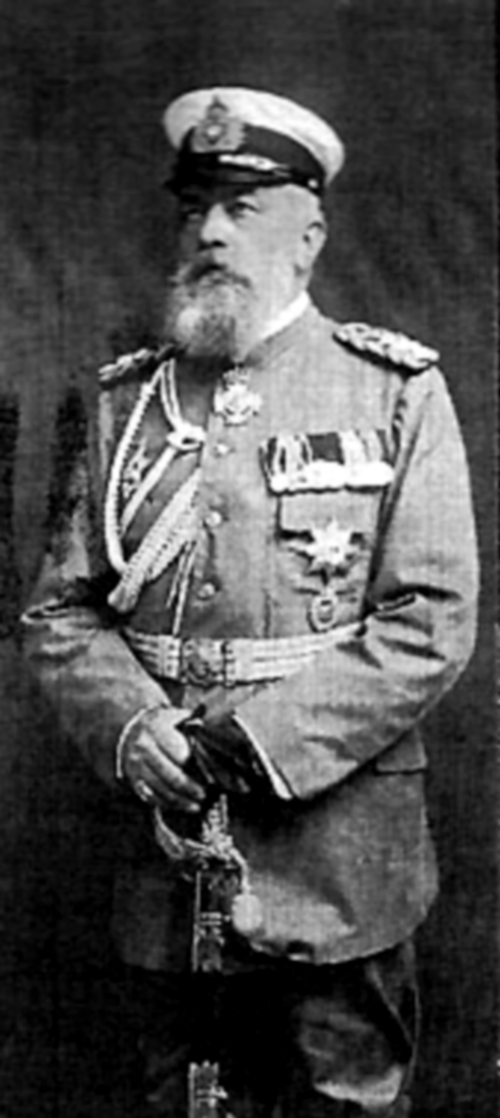
Albert von Seckendorff

Albert Evan Edwin Reinhold Freiherr von Seckendorff (* 11. März 1849 in Ebersdorf; † 28. Juni 1921 auf Schloss Brand, bei Marktredwitz) war ein deutscher Vizeadmiral, Diplomat sowie Hofmarschall des Prinzen Heinrich von Preußen.

## Leben
Seine Frau war Julia Freifrau von Seckendorff. Sein Bruder war General der Infanterie Adolf von Seckendorff.
1890 wies Otto von Bismarck den deutschen Vize-Konsul in Tianjin, Seckendorff an, gemeinsam mit dem Gesandten für „eine geeignete Einwirkung“ zugunsten der AG Vulcan Stettin einzutreten. Seckendorf ließ sich von Li Hongzhang über den Entscheidungsprozess am chinesischen Hof der Qing-Dynastie berichten und sprach sich bei Vizekönig Liu Kungyi Nanyang für die AG Vulcan Stettin aus.
Zwischen seinem Aufenthalt in Shantou und Tianjin erwarb Seckendorff 1890 Schloss Brand von Johanna von Voß, geborene Freiin von Beust. und ließ es in der Folgezeit umgestalten.
Am 7. Mai 1888 wurde Seckendorff zunächst mit der Wahrnehmung der Geschäfte des Hofmarschalls des Prinzen Heinrich von Preußen beauftragt. Es erfolgte schließlich am 13. November 1888 seine Ernennung zum Hofmarschall. Diese Position sollte er bis zum Ende der Monarchie in Deutschland bis 5. November 1918 innehaben. Anfang 1902 begleitete Seckendorff Heinrich von Preußen (1862–1929) auf einem Staatsbesuch in die USA.
Im Jahre 1912 war er Geschäftsträger des Konsulats des Deutschen Reiches in Tanger/Marokko.
1913 und 1915 erhielt von Seckendorff bei diplomatischen Missionen Audienzen bei Sun Yat-sen.
- Von 1913 bis 1914 war Albert von Seckendorff stellvertretender Gesandter in Peking.
- Am 6. Oktober 1913 wurde Yuan Shikai im dritten Wahlgang mit 759 Stimmen entsprechend der erforderlichen Dreiviertelmehrheit der anwesenden Mitglieder des provisorischen Senat von Nanjing zum provisorischen Präsidenten der Republik China (1912–1949) gewählt.
- Am 1. Oktober 1913 erkannte Seckendorff durch eine mit den Mächten abgestimmten Note die Regierung der Republik China (1912–1949) durch die Regierung von Theobald von Bethmann Hollweg an.[5]

Vom 31. Juli 1914 bis 24. Januar 1918 wurde er zeitgleich zur Verfügung des Oberbefehlshabers der Ostseestreitkräfte gestellt.

## Auszeichnungen
- Großkreuz des Roten Adlerordens mit Eichenlaub[6]
- Kronen-Orden I. Klasse mit Brillanten[6]
- Stern der Komture des Königlichen Hausordens von Hohenzollern[6]
- Eisernes Kreuz (1914) II. Klasse[6]
- Rechtsritter des Johanniterordens[6]
- Preußisches Dienstauszeichnungskreuz[6]
- Preußische Rettungsmedaille am Bande[6]
- Großkreuz des Hausordens Albrechts des Bären[6]
- Großkreuz des Ordens vom Zähringer Löwen[6]
- Großkreuz des Verdienstordens vom Heiligen Michael[6]
- Großkreuz des Ordens Heinrichs des Löwen mit Schwertern[6]
- Komtur II. Klasse des Hessischen Ludwigsordens[6]
- Großkreuz des Verdienstordens Philipps des Großmütigen[6]
- Komtur des Hausordens der Wendischen Krone[6]
- Großkreuz des Greifenordens[6]
- Ehrenkomtur des Oldenburgischen Haus- und Verdienstordens des Herzogs Peter Friedrich Ludwig[6]
- Großkreuz des Albrechts-Ordens[6]
- Komtur II. Klasse des Friedrichs-Ordens[6]
- Großkreuzritter des Royal Victorian Order im Jahre 1904